# Paratyndaris anomalis
Paratyndaris anomalis är en skalbaggsart som beskrevs av Knull 1937. Paratyndaris anomalis ingår i släktet Paratyndaris och familjen praktbaggar. Inga underarter finns listade i Catalogue of Life.